# Xã Concord, Quận Fayette, Ohio
Xã Concord (tiếng Anh: Concord Township) là một xã thuộc quận Fayette, tiểu bang Ohio, Hoa Kỳ. Năm 2010, dân số của xã này là 901 người.